# Павлув (Буський повіт)
Павлув (пол. Pawłów) — село в Польщі, у гміні Новий Корчин Буського повіту Свентокшиського воєводства.
Населення — 202 особи (2011).
У 1975-1998 роках село належало до Келецького воєводства.

## Демографія
Демографічна структура на день 31 березня 2011 року:
|          | Загалом | Допрацездатний вік | Працездатний вік | Постпрацездатний вік |
| -------- | ------- | ------------------ | ---------------- | -------------------- |
| Чоловіки | 104     | 18                 | 74               | 12                   |
| Жінки    | 98      | 18                 | 46               | 34                   |
| Разом    | 202     | 36                 | 120              | 46                   |